# Узляны
Узляны (бел. Узля́ны) — деревня в Пуховичском районе Минской области Республики Беларусь. Входит в состав Пережирского сельсовета. Находится на расстоянии 7 км от железнодорожной станции Седча, расположенной на направлении Минск — Осиповичи, 25 км на северо-запад от Марьиной Горки, 30 км от Минска. На левом берегу реки Ушанка (Уж).

## Этимология
Согласно географу В. Жучкевичу, топоним Узляны имеет балтское происхождение и соответствует литовскому uzlos — гать, настил из жердей для проезда через топкое место. По другой распространённой версии название Узляны происходит от слова «узел», так как деревня находится на перекрёстке дорог и связывает между собой многочисленные населённые пункты.
На географических картах XIX века, например на карте Минской губернии в Подробном атласе Российской империи А. Ильина, вместо топонима Узляны используется Ужляны, что, вероятнее всего, является отражением белорусского и польского произношения мягкого звука "з' " в названии населённого пункта.

## История

### Эпоха Великого княжества Литовского
В первой половине XV века деревня входила в состав т. н. владений бакштанских, принадлежавших богатой магнатской семье Кезгайлов. В 1447 году часть этих владений с городом Игумен (совр. Червень) и 2000 жителей волости, включавшая в том числе Узляны и соседние деревни Озеричин, Пережиры, Лешница и Токарня, передана епископам виленским.

### Эпоха Речи Посполитой
Ко второй половине XVII века относится выявленное историками первое упоминание Узлян в официальных документах. В это время населённый пункт состоял из двух частей: еврейское местечко Узляны и село Поляны с белорусским населением.
Узлянской еврейской общиной в первом десятилетии XVIII века построена деревянная синагога, существенной особенностью которой был Арон-ха-Кодеш, где хранилась Тора общины, работы резчика по дереву Баера Бен Исраэля.
В 1771 году епископ виленский Игнатий Якуб Массальский отделил Узляны (Поляны) от пережирского прихода и основал здесь деревянную Церковь Покрова Пресвятой Богородицы.

### Эпоха Российской империи
В результате второго раздела Речи Посполитой (1793 год) Узляны (Поляны) вошли в состав Российской империи — в Пережирскую волость Игуменского уезда Минской губернии. Включавшие местечко и село владения виленских епископов были переданы генералу П.Исленеву, который в 1803 году уступил их генералу А.Длускому, а он, в свою очередь, продал их уроженцу Курляндии П.Сакеру. В 1829 году имение было приобретено Я.Стреньковским, обновившим и перестроившим полянскую церковь в 1839 году. Годом позднее вдова Стреньковского разделила имение между своими дочерями — Зузаной, женой И.Лапова (Лапы), и Юлией, женой А.Коптева (Копатя). Коптевым достались Узляны, а другая половина, названная в народе Зузанполем от построенного фольварка, принадлежала Лаповым.
В середине XIX века раввином в Узлянах служил Ш.Штилбанс, являвшийся одним из наиболее почитаемых иудейских священников и имевший официальный титул «гаон». После смерти в 1870 году иудейскую общину местечка возглавил его сын П.Штилбанс (1848 — ?).
Согласно переписи 1897 года, в еврейском местечке насчитывалось 690 жителей, среди них 658 евреев.
В 1898 году была построена новая деревянная православная церковь, в 1903 году открыта церковно-приходская школа.
В начале XX века в местечке и деревне имелись православная церковь, синагога, базары, почтовое отделение.

### Период с 1917 по 1941 годы
С февраля по декабрь 1918 года деревня оккупирована войсками Германской империи. В этот период (с 25 марта 1918 года) также была объявлена частью Белорусской Народной Республики. С 1 января 1919 года вошла в состав БССР, а с декабря 1919 года по июль 1920 года оккупирована войсками Польши.
После революционных и военных событий в Узлянах создана трудовая школа, в которой в 1922 году училось около 70 детей и работало 2 учителя.
С 20 августа 1924 года деревня — центр Узлянского сельсовета Самохваловичского района Менского округа (до 26 июля 1930 года), с 18 января 1931 года — в Пуховичском, с 12 февраля 1935 года — в Руденском, с 6 июля 1935 года — Смиловичском, с 11 февраля 1938 года — Руденском районах Минской области (с 20 февраля 1938 года).
После Октябрьской революции 1917 года в Полянскую (Узлянскую) Церковь Покрова Пресвятой Богородицы был назначен священником Д.Плышевский, который во время усиления антирелигиозной политики впервые был здесь арестован в 1930 году, но выпущен по многочисленным обращениям прихожан. После закрытия храма и прихода был переведён в Смолевичи, где арестован в сентябре 1937 года и репрессирован за контрреволюционную деятельность. Как священномученик причислен Белорусским экзархатом Русской православной церкви к лику местночтимых святых, включён в список новомучеников и исповедников Российских.

### Великая Отечественная война
С 28 июня 1941 года деревня была оккупирована войсками нацистской Германии. Вскоре оккупантами было создано узлянское еврейское гетто, 375 узников которого были расстреляны 8 октября 1941 года. В деревне действовало антифашистское подполье, а в её окружении — советская партизанская бригада «Беларусь». 4 июля 1944 года в ожесточённом бою за освобождение Узлян отличилась 5-я батарея 220-го истребительно-противотанкового артиллерийского полка 48-й армии, уничтожившая значительные силы и технику противника. Командиру батареи А. Леонтюку и четырём её бойцам присвоено звание Героя Советского Союза (одному — посмертно).

### Послевоенное время
С 8 апреля 1957 года Узляны отнесены к Новопольскому сельсовету Руденского района. С 20 января 1960 года деревня включена в состав Пуховичского района, с 1 апреля 1960 года — в Пережирском сельсовете этого района. Впоследствии был образован Узлянский сельсовет, упразднённый 28 мая 2013 года.
В 2002 году в деревне 151 двор, 399 жителей.

## Инфраструктура

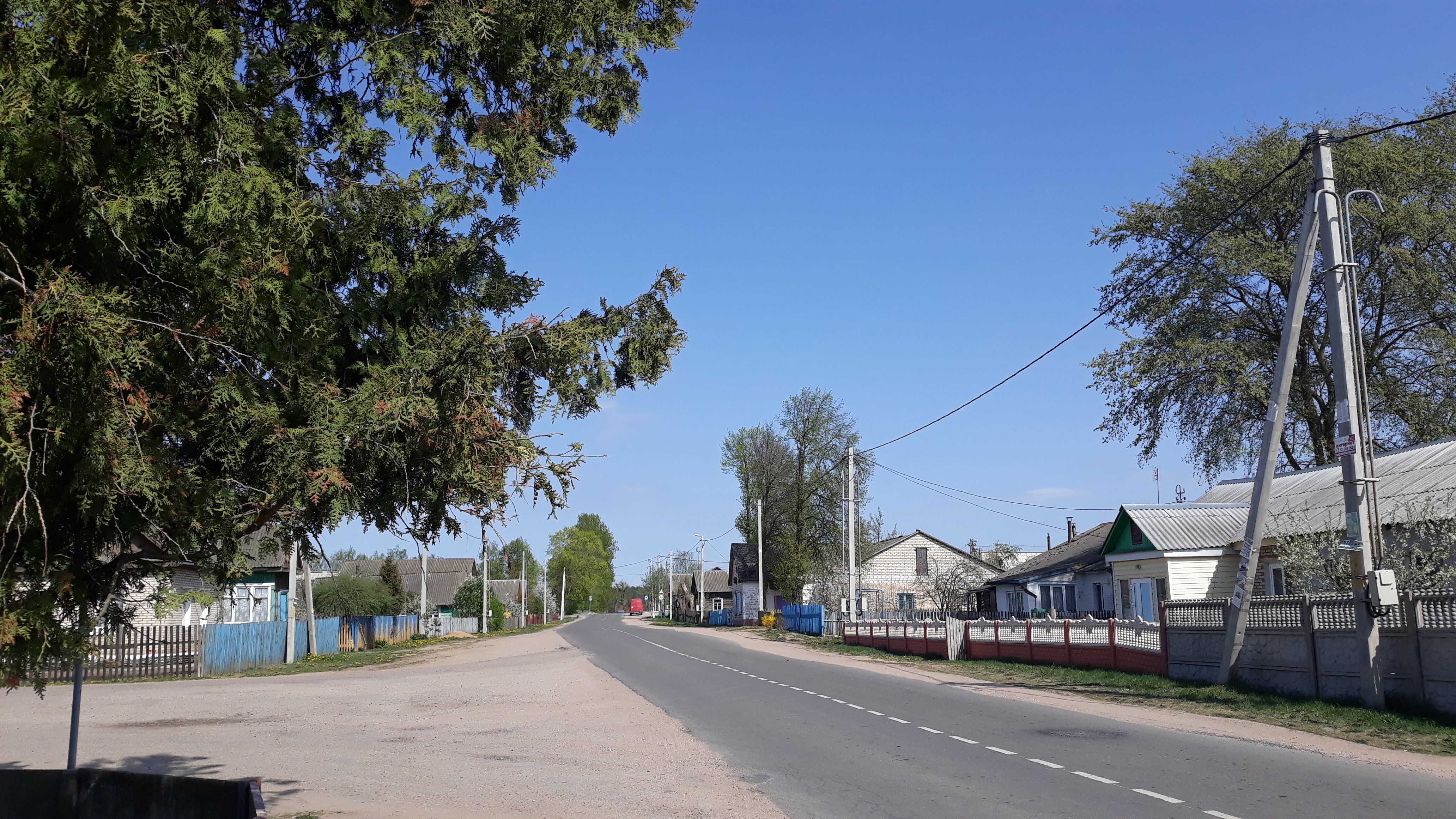
Улица

### Экономика
- Механические мастерские
- Сберегательная касса
- Комплексный приемный пункт бытового обслуживания

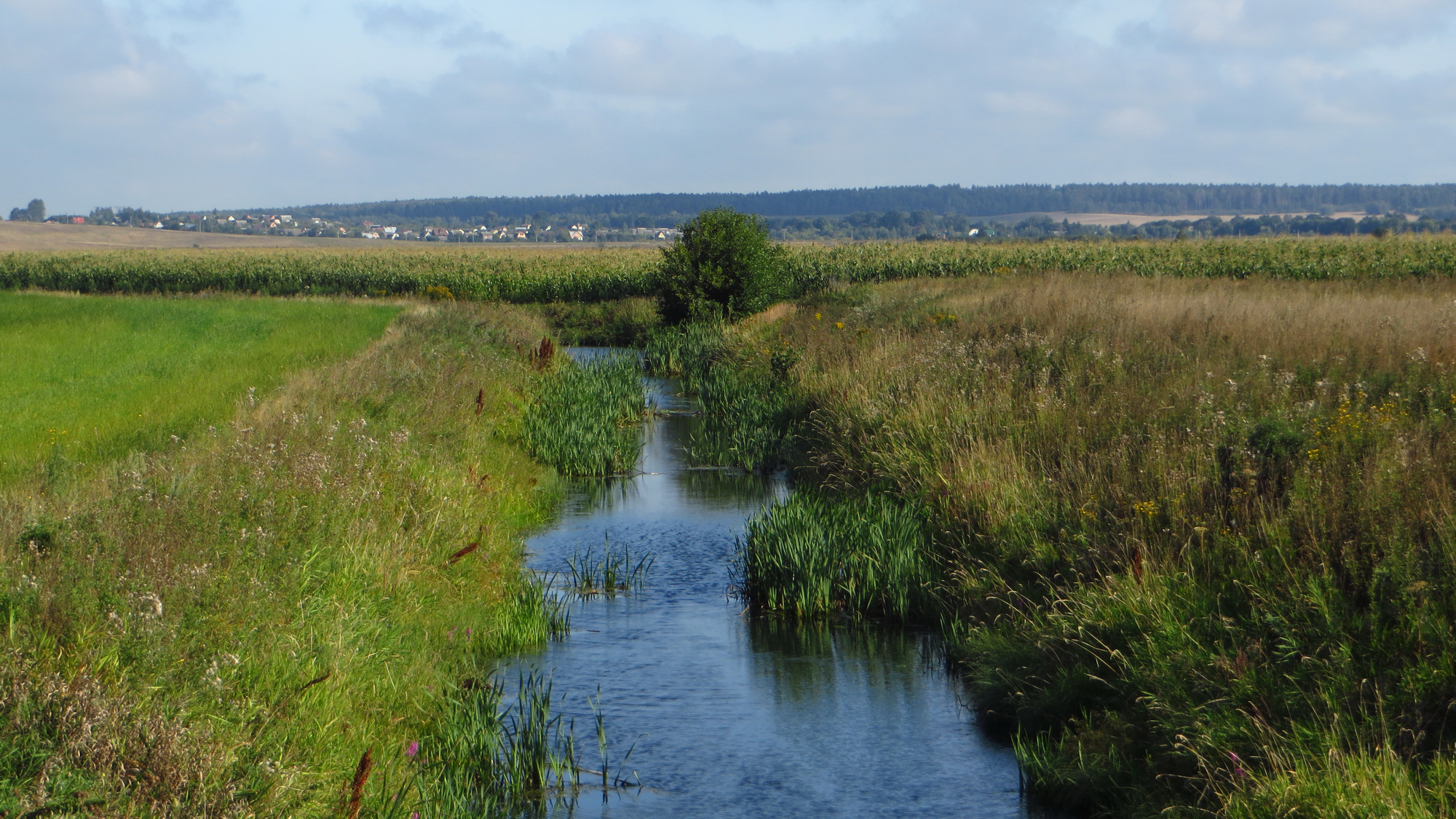
Река Ушанка

- Магазин

### Медицина
- Фельдшерско-акушерский пункт
- Ветеринарный участок

### Образование
- Дошкольное учреждение
- Базовая школа

### Культура
- Дом культуры
- Библиотека

## Достопримечательность
- Памятник погибшим евреям.
- Еврейское кладбище.
- Мемориал на месте боя батареи капитана А. К. Леонтюка у деревни Узляны. Размещены барельефы Героев Советского Союза А. К. Леонтюка, А. Г. Черняка, Д. Л. Чепусова, Е. Г. Курочкина, В. Ф. Токарева.
- Братская могила советских воинов и партизан (1941—1944 гады) —  Историко-культурная ценность Республики Беларусь, шифр 613Д000529. В 100 м на юг от деревни.

### Утраченное наследие
- Синагога (XVIII ст. —XX?)
- Церковь Покрова Пресвятой Богородицы (1880)

## Галерея

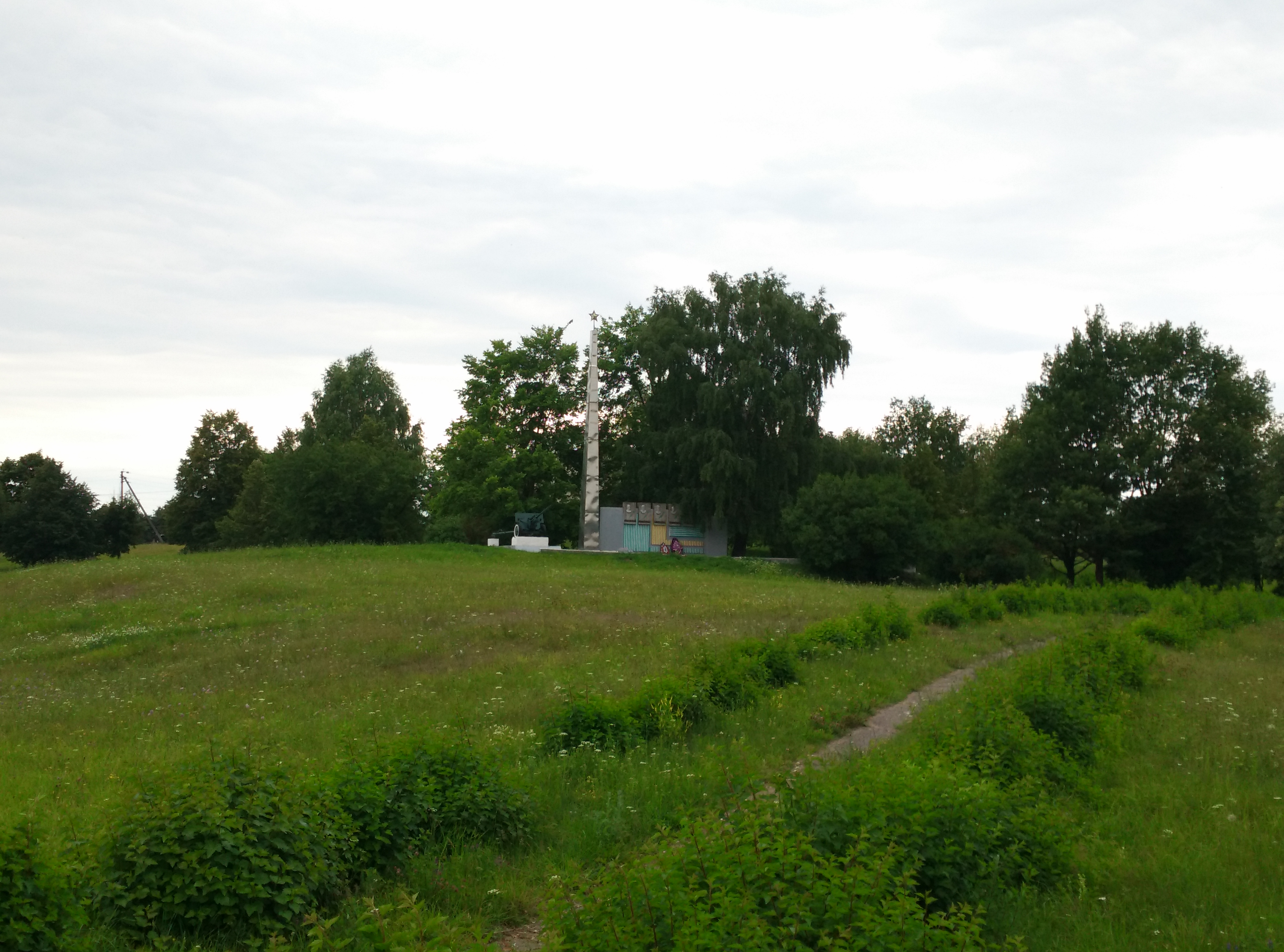
Мемориал на месте боя батареи капитана А. К. Леонтюка
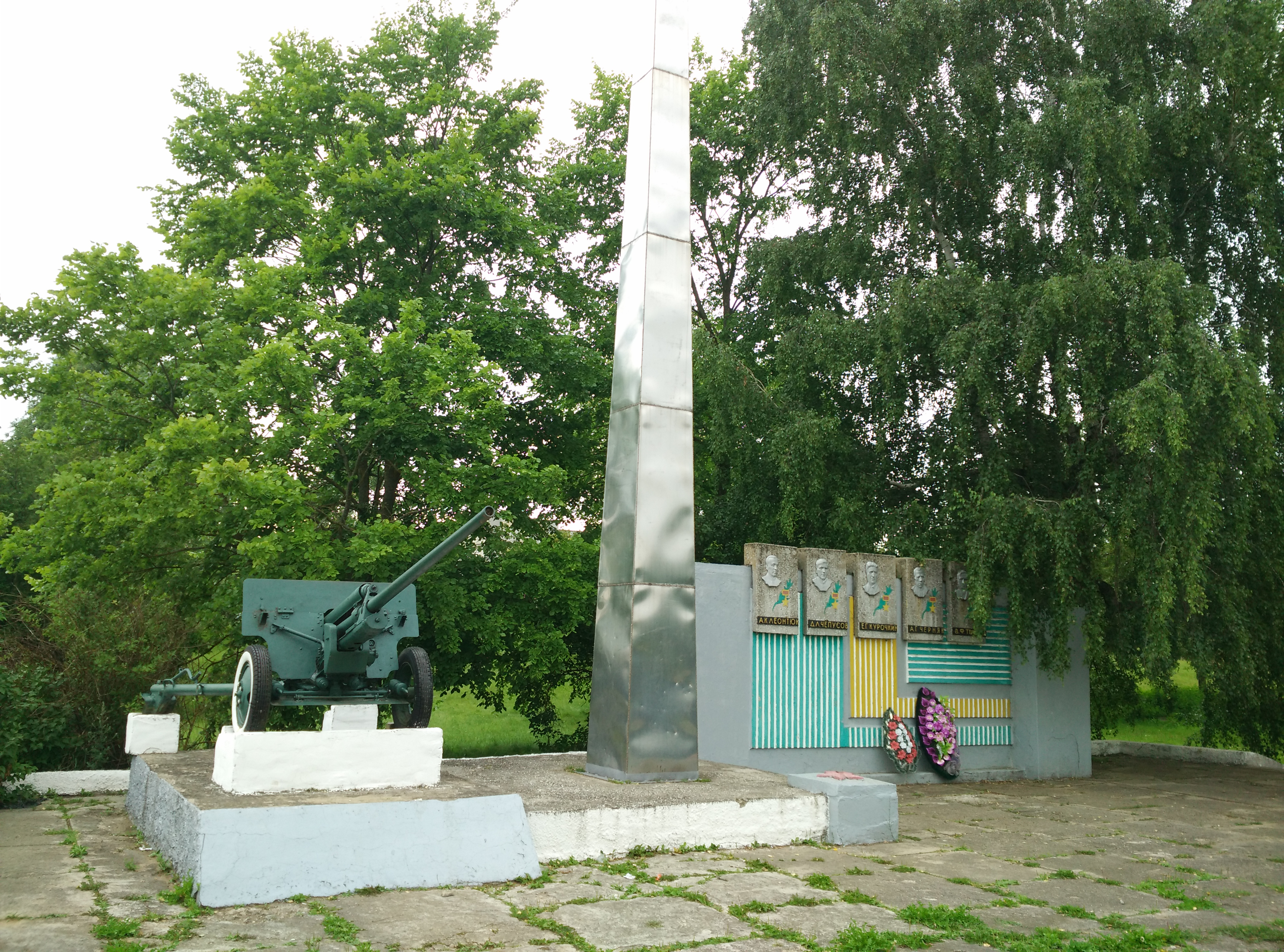
Мемориал на месте боя батареи капитана А. К. Леонтюка
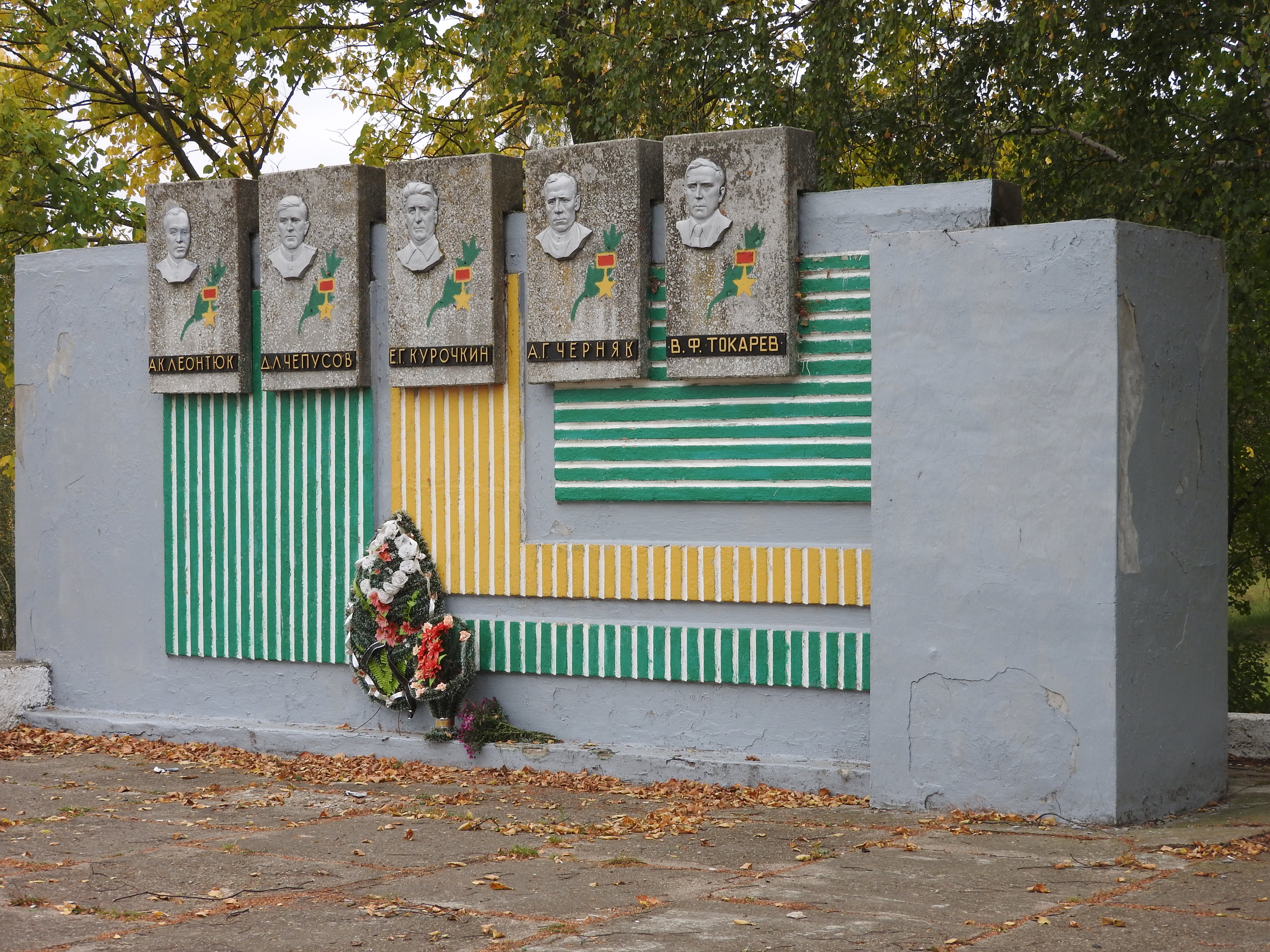
Мемориал на месте боя батареи капитана А. К. Леонтюка
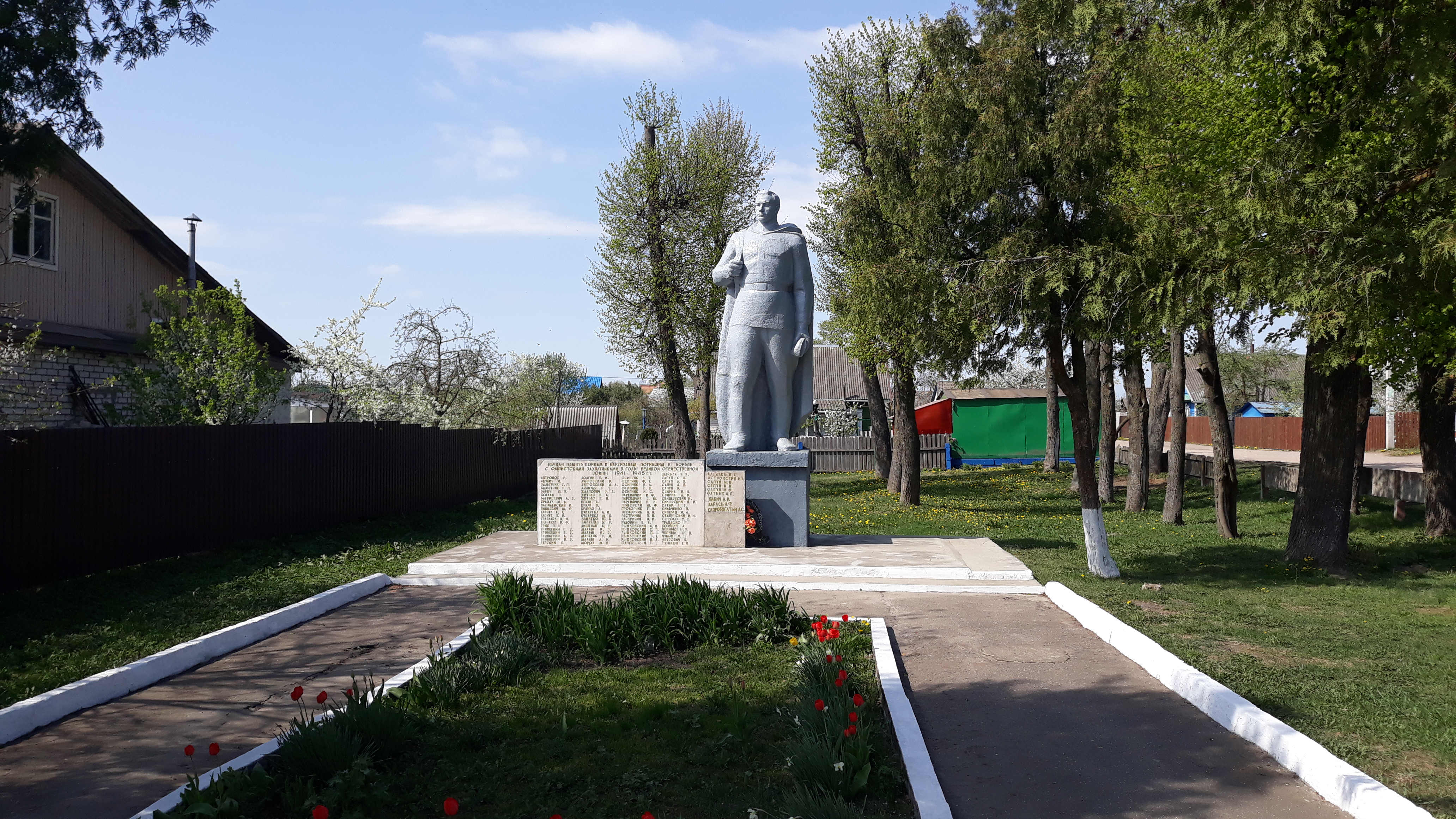
Братская могила советских воинов и партизан

## Известные лица
- Барташевич, Василий Степанович (1915—2009) — живописец, член Союза художников СССР.
- Богуш-Шишка, Михаил (1811—1877) — культурный деятель, архивист, переводчик, историк, лингвист. Проживал в соседнем имении Ольхово, похоронен на Узлянском кладбище (конкретное место погребения не известно).
- Гебелев, Михаил Львович — один из руководителей коммунистического подполья в городе Минске в период немецкой оккупации Белоруссии во время Второй мировой войны.
- Гершанович, Давид Ефимович — доктор геолого-минералогических наук.
- Лайонс, Юджин — американский писатель, журналист. Двоюродный брат Д. Сарнова.
- Наркевич, Софья Куприяновна (1928—2009) — советский животновод, свинарка колхоза имени Куйбышева Пуховичского района Минской области, Герой Социалистического Труда (1966), Депутат Верховного Совета БССР (1963—1967).
- Плышевский, Дмитрий (?—1937) — священник Узлянского прихода, священномученик, причислен к лику местночтимых святых, включён в список новомучеников и исповедников Российских.
- Сарнов, Давид Абрамович — американский связист и бизнесмен, один из основателей радио- и телевещания в США.
- Штилбанс, Шолом — раввин Узлянской синагоги, гаон.